# Chiusano di San Domenico
Chiusano di San Domenico község (comune) Olaszország Campania régiójában, Avellino megyében.

## Fekvése
A megye központi részén fekszik. Határai: Castelvetere sul Calore, Lapio, Parolise, Salza Irpina, San Mango sul Calore és Volturara Irpina. A település egyike a leghíresebb campaniai bortermelő vidékeknek.  

## Története
Valószínűleg a longobárd időkben alapították (8-9. század). A következő századokban nemesi birtok volt. A 19. században nyerte el önállóságát, amikor a Nápolyi Királyságban felszámolták a feudalizmust.

## Népessége
A népesség számának alakulása:

## Főbb látnivalói
Fő látnivalói a vár, a Palazzo Caraffa és Santa Maria degli Angeli-templom.